# IC 2041
IC 2041 est une petite galaxie lenticulaire située dans la constellation de l'Éridan. Sa vitesse par rapport au fond diffus cosmologique est de 1 205 ± 29 km/s, ce qui correspond à une distance de Hubble de 17,8 ± 1,3 Mpc (∼58,1 millions d'al). IC 2041 a été découvert par l'astronome américain Lewis Swift en 1897.

## Groupe de NGC 1532
IC 2041 fait partie du groupe de NGC 1532 qui comprend au moins neuf autres galaxies selon A.M. Garcia : IC 2040, NGC 1531, NGC 1532, NGC 1537, ESO 2359-29, ESO 359-31, ESO 420-5, ESO 420-6 et ESO 420-9. Le site « Un Atlas de l'Univers » de Richard Powell mentionne également l'existence de ce groupe, mais il n'y figure que 4 galaxies, soit les trois galaxies du catalogue NGC et ESO 420-9.
Bien que situées dans la même région du ciel, la galaxie ESO 420-5 de la liste de Garcia ne fait certainement pas partie du groupe de NGC 1532, car sa distance est de 111,9 ± 7,8 Mpc (∼365 millions d'al), ce qui la situe bien au-delà des autres galaxies.